# Vuelta a España 2025/4. Etappe
Die 4. Etappe der Vuelta a España 2025 findet am 26. August 2025 statt. Sie führt die 80. Austragung des spanischen Etappenrennens von Italien nach Frankreich, wo mit dem Col de Montgenèvre und Col du Lautaret zwei bekannte Alpen-Pässe auf dem Programm stehen. Der Start erfolgt in Susa, ehe es über 206,7 Kilometer nach Voiron geht. Nach der Zielankunft werden die Fahrer insgesamt 687 Kilometer absolviert haben, was 21,5 % der Gesamtdistanz der Rundfahrt entspricht.

## Streckenführung
Kurz nach dem Start in Susa beginnt die Straße anzusteigen. Dabei geht es auf der SS24 auf den Puerto Exiles (1088 m), der als Bergwertung der 3. Kategorie nach 10,4 Kilometern überquert wird. Nun flacht die SS24 etwas ab und führt weiter Richtung Westen nach Oulx, ehe es weiter nach Cesana Torinese geht. Nach 29,5 Kilometern beginnt der offizielle Anstieg auf den Col de Montgenèvre (1859 m), der auf einer Länge von 8,3 Kilometern eine durchschnittliche Steigung von 6,1 % aufweist. Auf der Passhöhe wird nach 37,8 Kilometern eine Bergwertung der 2. Kategorie abgenommen, wobei kurz zuvor die französische Landesgrenze überquert wird. Die nachfolgende Abfahrt führt die Fahrer nach Briançon, das als Ausgangspunkt des Anstiegs auf den Col du Lautaret (2059 m) gilt. Die offizielle Steigung beginnt jedoch erst in Le Monêtier-les-Bains. Nun führt die Straße für 13,8 Kilometer mit 4,3 % im Schnitt auf die Passhöhe. Dort wird nach 76,8 Kilometern eine weitere Bergwertung der 2. Kategorie abgenommen. Mit der Überquerung des Col du Lautaret ändert sich die Charakteristik der Etappe. Es folgt eine lange flache Abfahrt, die die Fahrer über Le Bourg-d’Oisans und Vizille bis kurz vor Grenoble führt.
Im Süden von Grenoble muss rund 50 Kilometer vor dem Ziel eine kurze nicht-kategorisierte Steigung überquert werden, die sich auf der Route de Comboire zwischen Claix und Seyssins befindet. Im Anschluss folgen die Fahrer der Isère stromabwärts, ehe in Noyarey nach 174,4 Kilometern der einzige Zwischensprint ausgefahren wird. Hier erfolgt auch der Bonussprint. Der Zielort Voiron wird über Voreppe und La Buisse erreicht, wobei die Straße dabei stetig leicht ansteigt. Der Zielstrich befindet sich auf der D1075 neben dem Bahnhof.
|                            | Ort                | Kilometer | Länge (km) | Höhe (m) | Ø Steigung |
| -------------------------- | ------------------ | --------- | ---------- | -------- | ---------- |
| Start                      | Susa               | 0,0       |            |          |            |
| Bergwertung (3. Kategorie) | Puerto Exiles      | 10,4      | 5,6        | 1088     | 5,6 %      |
| Bergwertung (2. Kategorie) | Col de Montgenèvre | 37,8      | 8,3        | 1859     | 6,1 %      |
| Bergwertung (2. Kategorie) | Col du Lautaret    | 76,8      | 13,8       | 2059     | 4,3 %      |
| Zwischensprint             | Noyarey            | 174,4     |            |          |            |
| Bonussprint                | Noyarey            | 174,4     |            |          |            |
| Ziel                       | Voiron             | 206,7     |            |          |            |

## Ergebnis
| \| Etappenergebnis \| Etappenergebnis \| Etappenergebnis \| Etappenergebnis \| Etappenergebnis \| \| Fahrer \| Fahrer \| Land \| Team \| Zeit \| \| --------------- \| --------------- \| --------------- \| --------------- \| --------------- \| |        |      |      |      |
| |        |      |      |      |
| Quelle: ProCyclingStats |        |      |      |      |
| Etappenergebnis |        |      |      |      |
| Fahrer | Fahrer | Land | Team | Zeit |

## Gesamtstände
| \| Gesamtwertung \| Gesamtwertung \| Gesamtwertung \| Gesamtwertung \| Gesamtwertung \| \| Fahrer \| Fahrer \| Land \| Team \| Zeit \| \| ------------- \| ------------- \| ------------- \| ------------- \| ------------- \| |        |      |      |      |
| |        |      |      |      |
| Quelle: ProCyclingStats |        |      |      |      |
| Gesamtwertung |        |      |      |      |
| Fahrer | Fahrer | Land | Team | Zeit |

| Punktewertung | Punktewertung | Punktewertung | Punktewertung | Punktewertung |
| Fahrer        | Fahrer        | Land          | Team          | Punkte        |
| ------------- | ------------- | ------------- | ------------- | ------------- |

| Bergwertung | Bergwertung | Bergwertung | Bergwertung | Bergwertung |
| Fahrer      | Fahrer      | Land        | Team        | Punkte      |
| ----------- | ----------- | ----------- | ----------- | ----------- |

| Nachwuchswertung | Nachwuchswertung | Nachwuchswertung | Nachwuchswertung | Nachwuchswertung |
| Fahrer           | Fahrer           | Land             | Team             | Zeit             |
| ---------------- | ---------------- | ---------------- | ---------------- | ---------------- |

| Mannschaftswertung | Mannschaftswertung | Mannschaftswertung | Mannschaftswertung |
| Team               | Team               | Land               | Zeit               |
| ------------------ | ------------------ | ------------------ | ------------------ |